# Villa des Rosiers
43° 37′ 10″ N, 3° 52′ 47″ E
 (mars 2021).
La mise en forme du texte ne suit pas les recommandations de Wikipédia : il faut le « wikifier ».
Les points d'amélioration suivants sont les cas les plus fréquents. Le détail des points à revoir est peut-être précisé sur la page de discussion.
- Les titres sont pré-formatés par le logiciel. Ils ne sont ni en capitales, ni en gras.
- Le texte ne doit pas être écrit en capitales (les noms de famille non plus), ni en gras, ni en italique, ni en « petit »…
- Le gras n'est utilisé que pour surligner le titre de l'article dans l'introduction, une seule fois.
- L'italique est rarement utilisé : mots en langue étrangère, titres d'œuvres, noms de bateaux, etc.
- Les citations ne sont pas en italique mais en corps de texte normal. Elles sont entourées par des guillemets français : « et ».
- Les listes à puces sont à éviter, des paragraphes rédigés étant largement préférés. Les tableaux sont à réserver à la présentation de données structurées (résultats, etc.).
- Les appels de note de bas de page (petits chiffres en exposant, introduits par l'outil «  Source ») sont à placer entre la fin de phrase et le point final[comme ça].
- Les liens internes (vers d'autres articles de Wikipédia) sont à choisir avec parcimonie. Créez des liens vers des articles approfondissant le sujet. Les termes génériques sans rapport avec le sujet sont à éviter, ainsi que les répétitions de liens vers un même terme.
- Les liens externes sont à placer uniquement dans une section « Liens externes », à la fin de l'article. Ces liens sont à choisir avec parcimonie suivant les règles définies. Si un lien sert de source à l'article, son insertion dans le texte est à faire par les notes de bas de page.
- La présentation des références doit suivre les conventions bibliographiques. Il est recommandé d'utiliser les modèles {{Ouvrage}}, {{Chapitre}}, {{Article}}, {{Lien web}} et/ou {{Bibliographie}}. Le mode d'édition visuel peut mettre en forme automatiquement les références.
- Insérer une infobox (cadre d'informations à droite) n'est pas obligatoire pour parachever la mise en page.

Pour une aide détaillée, merci de consulter Aide:Wikification.
Si vous pensez que ces points ont été résolus, vous pouvez retirer ce bandeau et améliorer la mise en forme d'un autre article.
La Villa des Rosiers, située au 3 bis de l'avenue de Castelnau à Montpellier dans le quartier des Beaux-Arts, près de la caserne de Lauwe où se trouvait la Milice, Sous les ordres du chef départemental, le docteur René Hoareau puis le Chef régional de la Milice du Languedoc était Jacques Pissard la caserne fut réquisitionnée du 11 novembre 1942 au 19 août 1944 par la Gestapo,, et le Sicherheitdienst (SD). Elle servit de lieu de torture et d'exécution extrajudiciaire. Ses locaux furent également utilisés par la brigade spéciale de la police nationale dirigée par l'intendant de police et directeur régional des Groupes mobiles de réserve (GMR) Pierre Marty.

## Histoire
La Villa des Rosiers est souvent confondue avec la Villa Saint-Antonin,, qui abritait les bureaux administratifs du Kommando der Sicherheitpolizei und der Sicherhietdienst (KDS) de Montpellier commandé par le SS-Obersturmbannführer Hellmut Tanzmann. La Villa Saint-Antonin était sise au 6 de l'avenue de Castelnau, de l'autre côté de la route ; elle a été rasée après-guerre et une plaque commémorative a été apposée à son adresse, ce qui explique la confusion. En réalité, la Villa des Rosiers était l'annexe de la Villa Saint-Antonin, où avaient lieu les interrogatoires.
À la Villa des Rosiers furent torturés, avant d'être fusillés à la butte du stand de tir de La Madeleine ou déportés vers les camps de concentration nazis via le Frontstalag 122 de Compiègne, de nombreux résistants héraultais mais aussi lozériens dont Jacques Lafont alias "Legrand", arrêté le Le 29 mai 1943, ; René Devic, arrêté le 20 juillet 1943 ; Louis Cabanette, Émile Gibelin, François Olive, Marcel Pierrel, Olivier de Framond, Albert Picolo et Serge Wourgaft, arrêtés le 30 août 1943 ; Sylvain Gargon ; René Poitevin alias "Fouillet-Paulet", arrêté le 10 janvier 1944, ; Roger Abbal et ses parents ainsi qu'Alex Piquet de Camplong et François Revelle, arrêtés le 2 février 1944 ; Eugène Taly, arrêté le 5 avril 1944 ; Ernest Sourdon, arrêté le 8 août 1944.